# Mette Sørensen
Mette Sørensen (Aalborg, 28 de mayo de 1975) es una deportista danesa que compitió en bádminton, en la modalidad individual.
Ganó una medalla de bronce en el Campeonato Mundial de Bádminton de 1999 y dos medallas de bronce en el Campeonato Europeo de Bádminton, en los años 1998 y 2000.

## Palmarés internacional
| Campeonato Mundial | Campeonato Mundial     | Campeonato Mundial | Campeonato Mundial |
| Año                | Lugar                  | Medalla            | Prueba             |
| ------------------ | ---------------------- | ------------------ | ------------------ |
| 1999               | Copenhague (Dinamarca) | Medalla de bronce  | Individual         |
| Campeonato Europeo |                        |                    |                    |
| Año                | Lugar                  | Medalla            | Prueba             |
| 1998               | Sofía (Bulgaria)       | Medalla de bronce  | Individual         |
| 2000               | Glasgow (Reino Unido)  | Medalla de bronce  | Individual         |